# Phrixosceles hydrocosma
Phrixosceles hydrocosma är en fjärilsart som beskrevs av Edward Meyrick 1908. Phrixosceles hydrocosma ingår i släktet Phrixosceles och familjen styltmalar. Inga underarter finns listade i Catalogue of Life.